# Eucharia interrogationis
Eucharia interrogationis là một loài bướm đêm thuộc phân họ Arctiinae, họ Erebidae.